# Северинец, Анна Константиновна
Анна Константиновна Севери́нец (Ганна, род. 23 октября 1975[…], Минск) — белорусская преподавательница, журналистка и писательница. Литературовед, исследовательница белоруской литературы.

## Биография
Родилась в семье белорусского журналиста Константина и гражданской активистки Татьяны Северинец. Сестра Павла Северинца — одного из лидеров партии БХД и политического заключённого.
Закончила филологический факультет БГУ, аспирантуру по кафедре русской литературы. Живёт в Смолевичах.
Преподавала в школах и гимназиях Минска, 10 лет работала в коммерческой сфере. Затем учила русскому, белорусскому языку и литературе в Смолевичской районной гимназии. Была признана «Учителем года Смолевичского района — 2019».
Летом 2020 года администрация не продлила закончившийся пятилетний контракт Анны. Этому предшествовала публикация её стихотворения «Я за вас не голосовала никогда» (бел. Я за вас не галасавала ніколі) на сайте белорусской службы «Радио Свобода» как реакция на заявления Александра Лукашенко, упомянувшего о расстреле тысячи человек в Андижане после подавления путча.
После увольнения работала в частной гимназии.
Входила в Координационный совет белорусской оппозиции, но вышла из него. Замужем, есть трое детей.

## Премии
- 2014 год — лауреат Премии «Экслибрис», посвящённой Александру Власову, за эссе «Белорусский язык: онтогенез».
- 2017 год — «Глиняный Велес», за книгу «Дзень святога Патрыка».
- 2018 год — длинный список «премии Ежи Гедройца» за книгу «Дзень святога Патрыка».
- 2018 год — «Прозрачный Эол», за определение точной даты написания стихотворения Алеся Дударя «Пасеклі край наш папалам».
- 2019 год — «Человек года» (по версии газеты «Наша Нива»), за просветительскую работу[10].
- 2020 год — шорт-лист «премии Ежи Гедройца» за книгу «Гасцініца „Бельгія“».

### Проза
- «Дзень святога Патрыка» (2017, изд. «Регистр»)
- «Гасцініца „Бельгія“» (2019, изд. «Регистр»)
- «Мая школа» (2021, изд. «Лімарыус»)

### Публицистика
- «Уладзімір Дубоўка: ён і пра яго». Документальная биография. (2017, изд. «Лімарыус»)
- Алесь Дудар. Выбраныя творы. Укладанне, прадмова, каментары Г.Севярынец (2017, изд. «Лімарыус»)
- «Вакол Пятра Глебкі» (2019 г., виздд. «Лімарыус»)
- «Янка Купала. Выбраныя творы». Укладанне, прадмова, каментары Г.Севярынец (2020 г., изд. «Лімарыус»)
- «Тры Анегіны: Пушкін, Дудар, Куляшоў». Укладанне, прадмова, каментары Г.Севярынец (2020 г., изд. «Регистр»)

### Поэзия
- «Тое, што сказалася вершам» (2023, изд. «Hochroth», Визенбург/Марк, Германия)